# Twilight Cinema
『Twilight Cinema』（トワイライト・シネマ）は、EXILE THE SECONDの11枚目のシングル。2023年2月22日にrhythm zoneから発売。

## 概要
新体制となったEXILE THE SECOND、前作「瞬間エターナル」から約3年ぶりのシングル。「CD+DVD」、「CDのみ」の2形態で発売。発売日である2月22日は日本記念日協会に認定された「EXILE THE SECOND DAY」。
CDには、表題曲を含む全2曲4バージョンを収録。DVDには、2022年12月に開催された『EXILE LIVE TOUR 2022 "POWER OF WISH" 〜Christmas Special〜』より、EXILE THE SECONDパートを先行収録。表題曲が2023年2月2日に先行配信された。カップリング曲には、2019年5月にリリースした2枚目のオリジナルアルバム『1114』から、約3年半ぶりとなるEXILE SHOKICHI単独ソロ名義での作品「カゲロウ」を収録。

## 収録曲

### CD
1. Twilight Cinema[3:47]
作詞：SHOKICHI / 作曲：MATS LIE SKARE、CHRIS HOPE、SHOKICHI
2. カゲロウ / EXILE SHOKICHI[4:27]
作詞・作曲：SHOKICHI
3. Twilight Cinema（instrumental）[3:47]
4. カゲロウ（instrumental）[4:26]

### DVD
EXILE LIVE TOUR 2022 "POWER OF WISH" 〜Christmas Special〜
1. YEAH!! YEAH!! YEAH!! 〜 CLAP YOUR HANDS 〜 ASOBO! feat. Far East Movement 〜 SUPER FLY
2. Twilight Cinema

## 楽曲の収録アルバム
| 収録アルバム         | 楽曲            | 曲順 |
| -------------------- | --------------- | ---- |
| THE FAR EAST COWBOYZ | Twilight Cinema | 4    |
| BALLAD BEST          | カゲロウ        | 1    |